# Record Internacional
Record Internacional é um canal de televisão brasileiro pertencente ao Grupo Record voltado à transmissão de programação da Record e de alguns programas da Record News para o exterior, exceto programas independentes. Presente em mais de 151 países, o sinal da Record Internacional é recebido nos Estados Unidos, Canadá e em toda a Europa.
Na Europa, a Record é a única TV brasileira a transmitir gratuitamente sem nenhum pagamento de assinatura, em todos os países. A emissora brasileira também está presente em diversas regiões do continente africano, em paises como Moçambique e Cabo Verde e todo o continente asiático em países como Israel e tendo destaque nos países de língua portuguesa.
A rede dispõe de nove canais de distribuição de sinal via satélite.

## Programas
- Balanço Geral
- Cidade Alerta
- SP no Ar
- MG no Ar
- Fala Brasil
- A Fazenda - Tudo A Ver
- Power Couple - Tudo A Ver
- Palco
- Canta Comigo
- Hoje Em Dia
- Hora do Faro
- Dancing Brasil
- Domingo Show
- Domingo Espetacular
- Destinos Espetaculares
- The Love School (A Escola do Amor)

## Novelas
- Jesus
- Reis
- Topíssima
- Apocalipse
- Os Dez Mandamentos
- Caminhos do Coração
- Ribeirão do Tempo
- A Terra Prometida
- Amor & Intrigas
- Vidas em Jogo
- Pecado Mortal
- Dona Xepa
- Bela A Feia
- Rebelde
- Jezabel
- Vitória